# YUMING VISUALIVE DA・DI・DA
『YUMING VISUALIVE DA・DI・DA』（ユーミン・ヴィジュアライブ・ダ・ディ・ダ） は、松任谷由実（ユーミン）初のライブアルバム。1986年6月25日に東芝EMIからリリースされた（CD：CA40-1263、CT：ZH36-1692）。CDとカセットのみ計15万枚完全限定盤販売で、現在中古盤市場では高値で取引されている。

## 解説
- 収録時間の関係でCD・カセットのみでしかリリースされていない（LPレコードでは発売されなかった）。
- コンサートのパンフレットを再現したLPサイズのブックレット付き。
- 実際の公演
  1. もう愛は始まらない
  2. 破れた恋の繕し方教えます
  3. 魔法のくすり
  4. 私なしでも
  5. BABYLON
  6. ずっとそばに
  7. ジャコビニ彗星の日
  8. 水の影
  9. SALAAM MOUSSON SALAAM AFRIQUE
～ 不思議な体験
（コーラスのみ）
  10. REINCARNATION
  11. キャサリン
  12. メトロポリスの片隅で
  13. DOWNTOWN BOY
  14. 真珠のピアス
〜 わき役でいいから
〜 DANG DANG
  15. 14番目の月

  - (EC)
    1. 埠頭を渡る風
    2. カンナ8号線

  - (DC)
    - ノーサイド
／ 卒業写真
／ 海を見ていた午後

  - (TC)
    1. DESTINY

（最終公演のみ）

## 収録曲
1. もう愛は始まらない
2. 破れた恋の繕（なお）し方教えます
3. 魔法のくすり
4. 私なしでも
5. BABYLON
6. 水の影
7. SALAAM MOUSSON SALAAM AFRIQUE～不思議な体験
8. REINCARNATION
9. キャサリン
10. DOWNTOWN BOY
11. 真珠のピアス
12. わき役でいいから
13. DANG DANG
14. 14番目の月

- 作詞・作曲 : 松任谷由実（#1～#13）、荒井由実（#14）　編曲 : 武部聡志

## 参加ミュージシャン
- ドラム：菊地丈夫
- ベース：田中章弘
- ギター：市川祥治、中川雅也
- キーボード：武部聡志、石川清澄
- コーラス：大滝裕子、吉川智子、坂井利衣